# National Post
El National Post és un diari canadenc en anglès i la publicació insígnia de la xarxa Postmedia, de propietat americana. Es publica de dilluns a dissabte, i el dilluns només es publica com a edició electrònica digital. El diari es distribueix a les províncies d'Ontario, Quebec, Alberta i Columbia Britànica. Les edicions de cap de setmana del diari també es distribueixen a Manitoba i Saskatchewan.
El diari va ser fundat el 1998 per Conrad Black en un intent de competir amb The Globe and Mail. El 2001, CanWest va completar l'adquisició del National Post. El 2006, el diari va deixar de distribuir-se al Canadà Atlàntic i als territoris canadencs. Postmedia va assumir la propietat del diari el 2010, després que el CEO del National Post, Paul Godfrey, reunís un grup de propietaris per adquirir la cadena de diaris de CanWest.